# Старые Малыничи
Ста́рые Малы́ничи (Малыничи; бел. Старыя Малынічы) — деревня в Чечерском районе Гомельской области Белоруссии. Входит в состав Ленинского сельсовета.

## География

### Расположение
В 6 км на юг от Чечерска, 43 км от железнодорожной станции Буда-Кошелёвская (на линии Гомель — Жлобин), 71 км от Гомеля.

### Гидрография
На окраине озеро Старое, на западе мелиоративные каналы, соединённые с озером и рекой Сож.

## Транспортная сеть
Транспортные связи по просёлочной, затем автомобильной дороге Чечерск — Буда-Кошелёво. Планировка состоит из прямолинейной, почти широтной улицы, застроенной двусторонне деревянными усадьбами.

## История
В 1704 году упоминается как деревня в Речицком повете ВКЛ. В 1777 году — во владении дворян Ивана и Михаила Шелюты, вдовы Марианны Скориковой, и дворянина Адама Шимкевича. Когда неподалёку было основано селение Новые Малыничи, деревня Малыничи стала называться Старые Малыничи. Неподалёку также расположена деревня Средние Малыничи.
До революции деревня была в составе Чечерской волости Рогачёвского уезда Могилёвской губернии. С середины XIX века в Малычинах действовала Петропавловская церковь (вероятно, здание бывшей католической часовни, которое было передано православным верующим). В 1863—1867 годах церковь капитально ремонтировалась. Согласно ревизии 1858 года Старые Малыничи находились во владении помещика Милевского. В 1870 году в одноимённом фольварке было 766 десятин земли. В 1882 году расположенными рядом с селом одноимёнными имениями владели: дворянин Иван Иванович Доманский (321 десятина, получено в наследство в 1872 году); дворянин Фома Дементьевич Малиновский (359 десятин, получено в наследство в 1846 году); коллежский регистратор Михаил Михайлович Морачевский (155 десятин, получено в наследство в 1872 году); поручик Богуслав Иванович Серафимович (103 десятины, получено в наследство в 1846 году); дворянин Дементий Яковлевич Шелюто (получено в наследство в 1848 году); майор Адам Игнатьевич Шимкевич (124 десятины, получено в наследство в 1862 году).
С 1880 года в Старых Малыничах действовал хлебозапасный магазин. По данным на 1884 год здесь была ветряная мельница. Согласно переписи 1897 года в селе было уже 2 ветряные мельницы, рядом находились 2 одноимённых фольварка. В 1909 году жители Старых Малыничей владели 201 десятиной земли, в селе работали школа и винный магазин.
По данным переписи населения 1926 года Старые Малыничи относились к Среднемалыничскому сельсовету Чечерского района Гомельского округа. В деревне проживало 64 семьи, 23 из которых — польские. Действовал почтовый пункт и школа.  В 1930 году был организован колхоз «Пролетарский», работала паровая мельница. 37 жителей погибли на фронтах Великой Отечественной войны. Согласно переписи 1959 года в составе колхоза имени В. И. Ленина (центр — посёлок Вознесенский).

## Население
- 1858 год — 7 дворов.
- 1884 год — 37 дворов 193 жителя.
- 1897 год — 41 двор, 277 жителей; в 2-х фольварках — 4 двора, 9 жителей (согласно переписи).
- 1909 год — 46 дворов.
- 1926 год — 64 двора, 304 жителя.
- 1959 год — 156 жителей (согласно переписи).
- 2004 год — 24 хозяйства, 39 жителей.